# فوجیسان هونگو سنگن تایشا
فوجیسان هونگو سنگن تایشا انگلیسی: 富士山本宮浅間大社 Fujisan Hongū Sengen Taisha یک معبد شینتویی است که در فوجی‌نومیا، شیزوئوکا، استان شیزوئوکا، ژاپن قرار دارد.